# NASDAQ OMX Group
El Grup OMX del NASDAQ, l'inc. és una empresa multinacional americana de serveis financers que posseeix i opera el mercat de valors NASDAQ així com vuit borses de valors europees: la Borsa d'Armènia, Borsa de Copenhague, Borsa de Hèlsinki, Borsa d'Islàndia, Borsa de Riga, Borsa d'Estocolm, Borsa de Tallinn i la Borsa de valors de Vílnius. Té la seva central a la Ciutat de Nova York, i el seu president i agent executiu és Robert Greifeld.